# Urzica (okręg Vâlcea)
Urzica – wieś w Rumunii, w okręgu Vâlcea, w gminie Sinești. W 2011 roku liczyła 312 mieszkańców.